# Episparis sinistra
Episparis sinistra là một loài bướm đêm trong họ Erebidae.